# Satiniranje
Satiniranje (kalandriranje) je dodatna obrada nakon proizvodnje papira kojom se povećava glatkoća i sjaj papira.

### Objašnjenje
Papir se satinira ako se želi da njegova površina bude glađa i sjajnija no što je u strojnoglatkih papira. Stoga se kvalitetan papir, u prvom redu tiskovni i pisaći, dorađuje satiniranjem na superkalanderu. 
Kalander za satiniranje (superkalander) sastoji se od 8 do 12, a ponekad i više teških valjaka smještenih jedan iznad drugoga u visinu i do 10 metara. Kao i u strojnom kalanderu, valjci svojom težinom tlače preostale donje valjke, pa je u procjepima između valjaka papirna traka izložena velikom tlaku, koji se u suvremenim superkalanderima može regulirati hidraulički. Valjci su naizmjenično od čelika i od prešanog papira na čeličnoj jezgri, pa se djelovanje kalandera za satiniranje temelji na razlici tvrdoća tih valjaka. Tvrdi čelični valjci stalno se utiskuje u mnogo mekši papirni valjak i poprečno (radijalno) ga deformira. Tom prilikom između valjaka nastaje veliko trenje, kojemu je izvrgnuta i prolazeća papirna traka. Pod utjecajem trenja i tlaka površina se papira uz čelični valjak satinira, to jest poprima visoki sjaj i veliku glatkoću. Satiniranje ne ovisi samo o trenju i tlaku, već i o temperaturi i o vlažnosti papirne trake. Najbolji se rezultati uz isti tlak postižu s papirom koji je prije ulaska u superkalander bio ovlažen do udjela vlage od 7 do 8%, ali je u proizvodnji pergaminskog i vrlo tankog kondenzatorskog papira potrebno vlažiti traku i do udjela vlage od 18 do 25%. I povišene temperature pogoduju satiniranju, pa se danas uglavnom upotrebljavaju šuplji čelični valjci zagrijani na temperaturu od 100 do 150 °C. Satiniranje može i negativno utjecati na neka svojstva papira. Tako se, na primjer, smanjuje stupanj keljivosti, papir postaje tanji, prozirniji i lakše se kida.

## Slike
|                                             |                       |                                                |                                                                                |
| Postupak satiniranja u kalanderima iz 1941. | Postupak satiniranja. | Valjci kalandera za glodanje i miješanje gume. | Strojevi kalendara za prešanje elektroda u proizvodnji litij-ionskih baterija. |